# Przewaga konkurencyjna
Przewaga konkurencyjna – osiąganie przez przedsiębiorstwo nadrzędnej pozycji wobec konkurentów. Jest ona relatywną miarą jego funkcjonowania na rynku w wyniku zaoferowanie klientom usług lub produktów odpowiadających ich oczekiwaniom, a lepszych niż oferty konkurencji (wyższej jakości, po niższej cenie, z zapewnieniem lepszej obsługi i in.).

## Rodzaje
Osiąganie tej przewagi oznacza najpierw zwiększenie stopnia niezależności działania od konkurentów. To z kolei oznacza rozszerzenie zakresu swobody operowania instrumentami w taki sposób, który umożliwia przedsiębiorstwu zwiększanie efektów działania na rynku. Wyróżniamy trzy podstawowe rodzaje przewagi konkurencyjnej:
- przewaga jakościowa
- przewaga cenowa
- przewaga informacyjna

### Przewaga jakościowa
Przewaga jakościowa – działania i instrumenty marketingowe, które mogą ulegać zmianom jakościowym, np. produkt, opakowanie, dystrybucja, usługi i warunki ich oferowania. Poprzez nadanie powyższym instrumentom wyższej lub odmiennej jakości niż konkurenci oraz dostosowania jej do preferencji nabywców przedsiębiorstwo może osiągnąć przewagę jakościową (dużą siłę przetargową wobec nabywcy).

### Przewaga cenowa
Przewaga cenowa – podstawą do osiągnięcia tej przewagi są te instrumenty marketingu i działania marketingowe, które są bezpośrednio związane z materialnym zainteresowaniem nabywców. Wymaga to kształtowania cen na niższym poziomie, a innych instrumentów zainteresowania nabywców (np. promocja) na wyższym poziomie niż konkurenci.

### Przewaga informacyjna
Przewaga informacyjna – jest związana z procesami kreowania informacji. Może ona spełniać dwie funkcje:
- służebną w procesie osiągania przez przedsiębiorstwo jakościowej i cenowej przewagi konkurencyjnej – związane jest to z informowaniem przez przedsiębiorstwo nabywców o wyższym (innym) poziomie jakości – np. produktów i działań – np. obsługa klienta, a także niższym niż u konkurentów poziomie cen jak i o większych czy innych korzyściach oferowanych nabywcom;
- autonomiczną, skierowaną na kształtowanie preferencji nabywców w sposób skuteczniejszy niż konkurenci, przy danym poziomie jakości i cen produktów czy usług – co zmierza do wywołania wśród nabywców akceptacji oferty przy danej jakości i cenie. Jest ona ukierunkowana na kształtowanie preferencji nabywców.

## Rola przewagi konkurencyjnej
Jeśli przedsiębiorstwo osiągnie jakościową przewagę konkurencyjną to tym samym zwiększa sobie swobodę w dziedzinie operowania cenami oraz innymi instrumentami związanymi z materialnymi zainteresowaniami nabywców. Uzyskując przewagę cenową zwiększa swobodę w dziedzinie operowania instrumentami pozacenowymi. Natomiast uzyskując przewagę informacyjną skutecznie kształtuje preferencje nabywców, uzyskując ich akceptację dla uruchamianych instrumentów i działań.
Przedsiębiorstwo po osiągnięciu przewagi konkurencyjnej dąży również do powiększenia jej wielkości. Wraz ze wzrostem tej przewagi zwiększa się stopień ich niezależności w dziedzinie operowania instrumentami, których zmiany sprzyjają powiększaniu efektów działania na rynku. Rodzaj oraz wielkość przewagi konkurencyjnej decyduje o stopniu jej trwałości. Osiągnięciu oraz zwiększeniu przez przedsiębiorstwo stopnia trwałości, sprzyja stosowanie marketingu czyli zintegrowanego zbioru instrumentów. Odpowiednie jego stosowanie przyczynia się do zwiększenia oraz utrwalenia przewagi konkurencyjnej.
Celem każdego przedsiębiorstwa jest uzyskanie przewagi konkurencyjnej, którą każde przedsiębiorstwo powinno utrzymywać – może to być m.in. wytworzenie większego zysku od średniego w branży, czy posiadanie znaczącego udziału w rynku. Każde przedsiębiorstwo, aby uzyskać powyższe cele powinno pamiętać o kompetentnym pracowniku, który tę przewagę konkurencyjną na rynku będzie umiał wylansować.